# Esperanto-Rechtschreibung
Als Esperanto-Rechtschreibung wird die Orthographie der Esperanto-Sprache bezeichnet.

## Das Esperanto-Alphabet
Aa Bb Cc Ĉĉ Dd Ee Ff Gg Ĝĝ Hh Ĥĥ Ii Jj Ĵĵ Kk Ll Mm Nn Oo Pp Rr Ss Ŝŝ Tt Uu Ŭŭ Vv Zz
Esperanto wird mit einem Alphabet geschrieben, das aus 28 Buchstaben besteht. Davon sind 22 mit dem deutschen Alphabet identisch. Die Buchstaben q, w, x, y und die deutschen Sonderzeichen ä, ö, ü, ß  fehlen. Die restlichen sechs Buchstaben haben ein „Hütchen“: ĉ, ĝ, ĥ, ĵ, ŝ (c, g, h, j und s mit Zirkumflex), und ŭ (u mit Breve).
Das Fundamento, also das offizielle Regelwerk der Sprache Esperanto, listet die Buchstaben auf und erläutert im deutschsprachigen Text: „Anmerkung: ĝ lautet wie das englische g in gentleman; das ĵ lautet wie das französische j in journal; ŭ – wie das kurze u in glauben (wird nur nach einem Vokal gebraucht). Bei mangelnden Typen im Druck ersetzt man ĉ, ĝ, ĥ, ĵ, ŝ, ŭ durch ch, gh, hh, jh, sh, u.“
Regel 9 Fundamento lautet: „9. Jedes Wort wird gelesen so wie es geschrieben steht.“ Die Rechtschreibung des Esperanto ist phonematisch, was bedeutet, dass jedem Phonem (Sprachlaut) genau ein Buchstabe und jedem Buchstaben genau ein Phonem zugeordnet sind.

## Schreibung von Wörtern
Im Esperanto gibt es außer obiger Regel keine feststehenden Vorschriften, dafür aber eine Reihe gemeinsamer Praktiken. Grundsätzlich werden alle Wörter klein geschrieben. Ausnahmen sind das erste Wort im Satz und Eigennamen von Personen und Orten, nicht aber von Ländern, deren Bewohnern und Sprachen. Ausnahme ist hiervon „Esperanto“, da die Sprache ursprünglich als „Internacia lingvo“ (Internationale Sprache) von „D-ro Esperanto“ (Dr. Esperanto) veröffentlicht wurde und sich der Name somit von einem Personennamen ableitet.
Die Wortbildung erfolgt nach einem Bausteinsystem. Entsprechend werden bei einer Zusammenstellung alle Buchstaben der Originalteile geschrieben, auch wenn zwei gleiche Buchstaben aufeinanderfolgen. Im Affix-System des Esperanto ist dies nicht möglich, wohl aber bei der Kombination zweier Wortstämme. In diesem Fall wird meist das Suffix „o“, analog zum deutschen Binde-s, als Bindevokal eingefügt, selten dagegen „a“, „e“ oder „i“, wobei immer alle erlaubt sind.
Ein Bindestrich zwischen Bestandteilen ist immer möglich, sollte aber wegen des Leseflusses und der Unhörbarkeit vermieden werden. Problematisch wird dies im Zusammenhang mit der Herkunft des jeweiligen Sprechers. Deutsche artikulieren gewöhnlich deutliche Pausen, während andere Muttersprachler zum Verschleifen neigen. Zur Verdeutlichung ein Beispiel: Es gibt sowohl „e-letero“ (E-Brief) als auch „eletero“, welches aus den Wörtern „el“ (aus) und „etero“ (Äther) zusammengesetzt wird, wobei eine sinnentsprechende, poetische Übersetzung „aus den Himmelssphären kommend“ wäre.
Mit wenigen Ausnahmen existieren auch keine doppelten Konsonanten. Bekannter Sonderfall ist „finno“ (Finne), entsprechend „finnlando“. Dadurch wird eine Kollision mit dem Wort „fino“ (Ende) vermieden.
Eine Verschleifung von Buchstaben zu einem neuen Buchstaben erfolgt im Esperanto auf keinen Fall.

## Zeichensetzung
Die Zeichensetzung ist nicht definiert und unterliegt den bekannten Gepflogenheiten der europäischen Sprachen. Somit ist ausschließlich die Verwendung des Punkts und des Doppelpunkts einheitlich, während das Komma recht unterschiedlich gebraucht wird. Gemeinhin gilt es als guter Stil, wenn unterbrechende Teile, also Nebensätze oder Einschübe, mit Kommas gekennzeichnet werden.
Gänzlich ungeregelt sind Hervorhebungen und wörtliche Rede, die im Deutschen mit Anführungszeichen markiert werden. Neben anderen Zeichen ist auch die gegensätzliche Verwendung in den Nachbarländern möglich. Dabei setzen sich seit einiger Zeit die französische oder die US-Variante durch. Dagegen sind „Der Hobbit“ und „Der Herr der Ringe“ nach spanischem Muster mit Gedankenstrichen zur Kennzeichnung der wörtlichen Rede versehen.

## Alternative Schreibungen
In der Anfangszeit des Esperantos musste davon ausgegangen werden, dass die neuen Buchstaben bei Druck und Telegrafie nicht immer zur Verfügung standen und man eine Ersatzschreibweise brauchte, ähnlich der bei deutschen Umlauten. Deshalb wurde schon im Fundamento festgelegt, dass die Konsonanten ohne Zirkumflex, aber mit nachstehendem „h“, zum Beispiel „sh“ statt „ŝ“, geschrieben werden können. Bei dem „ŭ“ entfällt das Breve ersatzlos. Weil das Fundamento am 9. August 1905 als Basis festgelegt wurde, sind die beiden Schreibweisen mit Zirkumflex oder mit nachstehendem „h“ die einzig offiziell zugelassenen.